# Sándor István (jogász)
Sándor István (Vác, 1970. október 13. –) jogász, ügyvéd, egyetemi tanár, az MTA doktora.

## Pályája
1989-ben érettségizett a váci Sztáron Sándor Gimnáziumban, majd az Eötvös Loránd Tudományegyetem Állam- és Jogtudományi Karán szerzett jogász diplomát 1995-ben. 1997-ben politológusi diplomát szerzett, majd 2004-ben szerezte meg PhD fokozatát a „A Társasági jog története Nyugat-Európában” című értekezésével. Tanulmányai során hosszabb-rövidebb időt töltött ösztöndíjasként Nyugat-Európa egyetemein és kutatóintézeteiben többek között Padova, Göttingen, Berlin, München, Hamburg, Trier, Bécs, Groningen, Lausanne, London városaiban.
Már az egyetemi évek alatt is demonstrátorként dolgozott az ELTE Római Jogi Tanszékén (mai nevén Római Jogi és Összehasonlító Jogtörténeti Tanszék), ahol 1995-től tanársegédként, 2000-től egyetemi adjunktusként, 2006-tól pedig egyetemi docensként tanít római jogot, ugyanakkor oktatóként meghatározó más egyetemek katedráin is, így 1997 és 1999 között a győri Széchenyi István Főiskolán, 2002-től kezdődően pedig a Károli Gáspár Református Tudományegyetemen oktat polgári jogot, itt 2004 és 2012 között a Polgári Jogi és Római Jogi Tanszéket vezette is.
A tudományos karrier mellett ügyvédként dolgozik, a Kelemen, Mészáros, Sándor és Társai Ügyvédi Iroda partnere. Mindezeken felül számos monográfia, cikk, könyv (társ-) szerzője, gyakori előadója és vendége hazai és nemzetközi konferenciáknak, jelentős szerepet töltött be az új Ptk.-t előkészítő dologi jogi, illetve a jogi személyek munkacsoportban, és az ügyvédi közéletben is szerepet vállal.